# Exetastes moczari
Exetastes moczari är en stekelart som beskrevs av Setsuya Momoi 1973. 
Exetastes moczari ingår i släktet Exetastes och familjen brokparasitsteklar. Inga underarter finns listade i Catalogue of Life.